# Melomys matambuai
Melomys matambuai es una especie de roedor de la familia Muridae.
Son roedores de medianas dimensiones, con una longitud de cabeza a grupa de 151 mm, una cola de 141 mm, pies de 30,3 a 31 mm, orejas de 18 mm y un peso de hasta 145 g. La especie es endémica de la isla Manus (Papúa Nueva Guinea), donde vive en hábitats boscosos. Es principalmente arborícola. Debido al ámbito de distribución limitado, fragmentado y sujeto a la alteración humana, M. matambuai es considerada una especie en peligro.